# Ehrenbürgerbrief

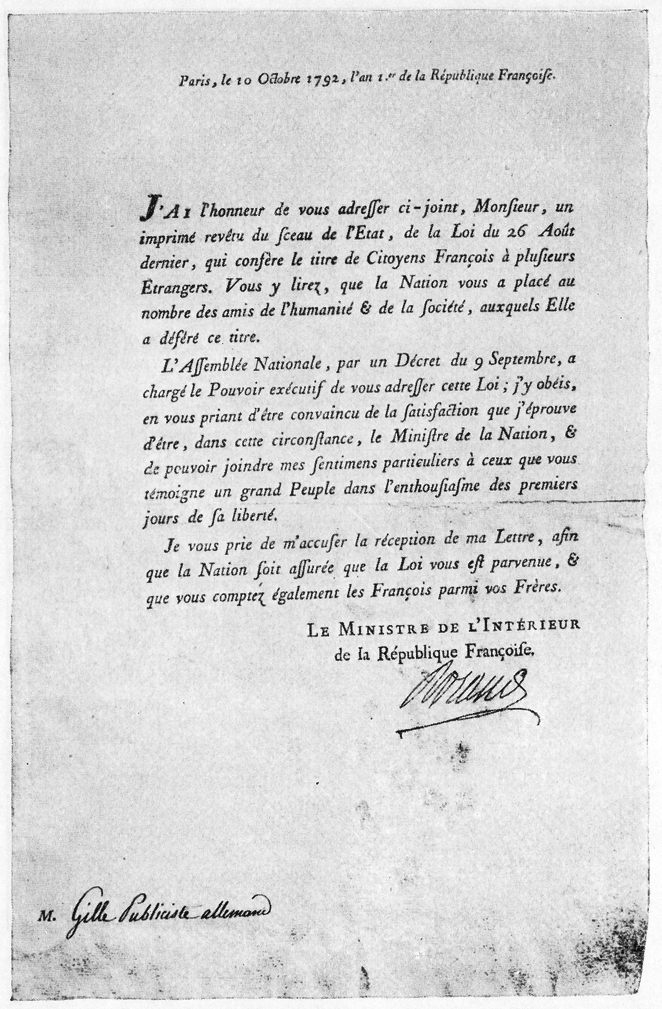
Begleitschreiben zur Urkunde, die Schiller 1792 zum Ehrenbürger der französischen Republik machte

Der Ehrenbürgerbrief ist eine aufwendig gestaltete Urkunde, die dem Ehrenbürger anlässlich der Verleihung überreicht wird, und besitzt Symbolkraft. Er wird ab dem 18. Jahrhundert oft erwähnt.
Durch den Ehrenbürgerbrief werden die Verdienste des Ehrenbürgers und die Zustimmung der Verleihenden dokumentiert. Der Inhalt wird durch die jeweilige Satzung über die Ehrung verdienter Bürger durch den Staat, die Stadt oder Gemeinde geregelt. In den Verleihungsrichtlinien ist oft geregelt, dass bei „unwürdigem Verhalten“ dieser Brief zurückzugeben ist.

## Material und Gestaltung
In der Vergangenheit wie auch heute wird hochwertiges Papier, zum Beispiel Büttenpapier, aber auch Pergament, verwendet. Oft wird der textliche Inhalt in Kalligraphie gestaltet und mit dem kommunalen Wappen versehen. Diese Urkunde ist mit den Unterschriften der Stadt- oder Gemeindevertretung versehen.
Zur Zeit des Nationalsozialismus wurde der „Brief“ auch in Metall gegossen und dem entsprechenden Denkmal zugefügt.

## Beispiele

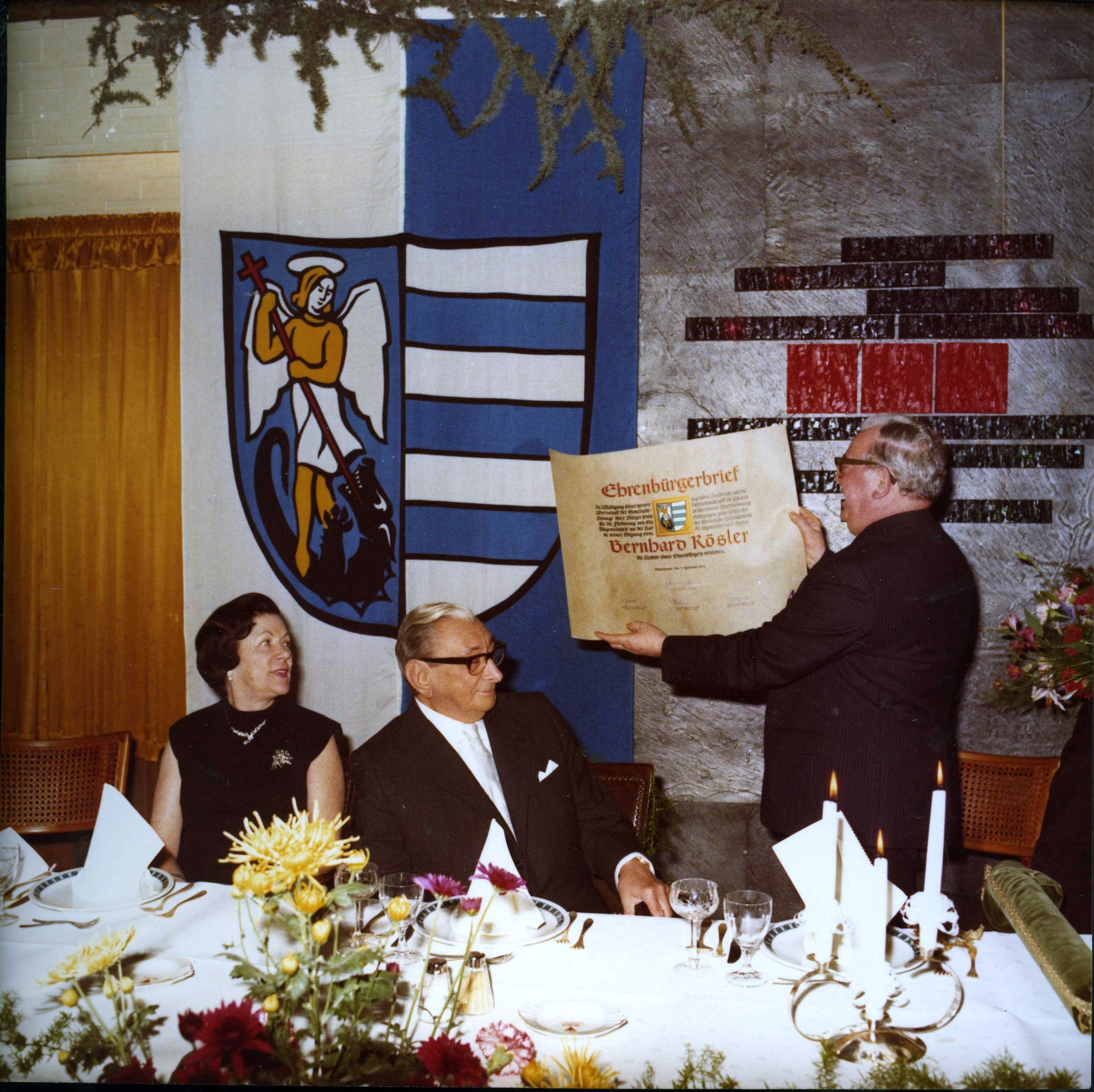
Der Bürgermeister von Schwalmtal (Niederrhein) Heinrich Jenissen (1906–1987) überreicht am 3. November 1972 Joyce & Bernhard Rösler den Ehrenbürgerbrief.

### Zwei Personen
- Joachim Heinrich Campe erhielt am 26. August 1792 neben Friedrich Schiller und 18 anderen Ausländern den Ehrenbürgerbrief der Republik Frankreich.
- Heinrich Wilhelm Walter Bertram:

Die Stadt Berlin verwendete Anfang des 20. Jahrhunderts folgenden Ehrenbürgerbrief: Im Format 50 × 60 cm wird das amtliche Schreiben in einem in rotes Leder gebundenen Umschlag überbracht. Die Gestaltung des Briefes ging auf einen künstlerischen Entwurf des Architekten Härring zurück. Auf dem Deckel befand sich die Widmung: 

„Ihrem werthen Ehrenbürger. Die Stadt Berlin 1902“

 Auf der linken Innenseite war eine farbig ausgeführte Berolina, Symbolfigur für die Stadt, dargestellt, unmittelbar über dem Auszeichnungstext gab es noch eine gezeichnete Spreeansicht.

### Schillers Ehrenbürgerbrief
Als nach Ende des Zweiten Weltkrieges die französische Armee 1945 Gebäude in Baden-Baden für ihre Zwecke requirierte, kam Schillers Urenkel Alexander von Gleichen-Rußwurm in den Genuss einer „Erbvergünstigung“ durch Vorlage des Ehrenbürgerbriefes der Französischen Republik. Die einst Friedrich Schiller zuerkannte und von Danton unterzeichnete Ehrenbürgerschaft übertrug sich automatisch auf dessen Nachkommen.

„Beim Einzug der französischen Armee wurde Baron von Gleichen-Rußwurm sofort unter den Schutz der Besatzungsmacht gestellt. Sein Wohnsitz Lichtentaler Allee 12 wurde mit dem allen verbündeten Ausländern zustehenden blau-weiß-roten Schutzbrief versehen, der alle Sonderrechte einschloss.“